# Цзычан
Цзыча́н (кит. упр. 子长, пиньинь Zǐcháng) — городской уезд городского округа Яньань провинции Шэньси (КНР). Уезд назван в память о коммунисте Се Цзычане.

## История
В эпоху Чжоу в этих места жили ди. В эпоху Вёсен и Осеней эти места вошли в состав царства Цзинь, а после того, как три семьи разделили Цзинь — оказались в составе царства Вэй. Впоследствии царство Вэй было завоёвано царством Цинь, создавшим в итоге первую в истории Китая централизованную империю. В империи Цинь в северной части территории современного уезда Цзычан был создан уезд Янчжоу (阳周县).
После того, как Сян Юй сверг империю Цинь, он разделил земли современной провинции Шэньси между тремя своими соратниками, которых сделал князьями. Дун И стал Ди-ваном (翟王) и получил северные земли. Лю Бан, создав империю Хань, ликвидировал созданные Сян Юем княжества, и в этих местах вновь появился уезд Янчжоу. Во времена диктатуры Ван Мана он был переименован в Шанлинши (上陵峙), а при империи Восточная Хань присоединён к уезду Фуши (肤施县). В 189 году эти места были захвачены гуннами, и надолго перешли под власть кочевников.
Во второй половине IV века эти места вошли в состав государства Ранняя Цинь, объединившего почти весь северный Китай, а затем — в состав государства Поздняя Цинь. В 407 году гунны создали здесь государство Великое Ся. В 427 году эту территорию захватили войска Северной Вэй, и эти места вошли в состав уезда Вэйпин (魏平县), а в 518 году в северо-восточной части современного уезда был создан уезд Чэнчжун (城中县).
При империи Суй в 581 году из-за практики табу на имена, чтобы избежать использования иероглифа «чжун», читающегося точно так же, как личное имя отца императора, уезд Чэнчжун был переименован в Чэнпин (城平县). При империи Тан эти уезды были расформированы, а земли перешли в состав уезда Яньчуань (延川县).
При империи Сун в 1040 году Аньдинская пограничная застава (安定寨) была поднята в статусе до Аньдинской крепости (安定堡), а в 1041 году была создана Даньтоуская пограничная застава (丹头寨). После монгольского завоевания Аньдинская крепость стала в 1252 году административным центром нового уезда Аньдин (安定县). В 1264 году был создан ещё и уезд Даньтоу (丹头县), но в 1267 году он был присоединён к уезду Аньдин.
С 1935 года в этих местах появились войска коммунистов, которые начали создавать собственные органы управления. В 1942 году уезд Аньдин был ими переименован в Цзычан, в память о герое-коммунисте Се Цзычане.
В 1950 году был создан Специальный район Суйдэ (绥德专区), и уезд вошёл в его состав. В 1955 году Специальный район Суйдэ был расформирован, и уезд перешёл в состав Специального района Яньань (延安专区). В 1958 году уезд Аньсай был разделён между уездами Цзычан и Яньань, но в 1961 году был воссоздан. В 1969 году Специальный район Яньань был переименован в округ Яньань (延安地区). В 1996 году постановлением Госсовета КНР были расформированы округ Яньань и город Яньань, и образован городской округ Яньань.
12 июля 2019 года уезд Цзычан был преобразован в городской уезд.

## Административное деление
Городской уезд делится на 1 уличный комитет и 8 посёлков.